# Selenia estynensis
Selenia estynensis là một loài bướm đêm trong họ Geometridae.